# Il fantasma dell'Opera (miniserie televisiva)
Il fantasma dell'Opera (The Phantom of the Opera) è una miniserie televisiva in due parti diretta da Tony Richardson. La miniserie è tratta dal romanzo di Gaston Leroux Il fantasma dell'Opera (1910).

## Trama
Lo sfigurato musicista Erik, noto come il Fantasma dell'Opera, vive nei sotterranei dell'Opéra Garnier e aiuta l'amico Gerard Carriere a dirigere il teatro. Dopo il licenziamento di Carriere, Choleti, il nuovo direttore artistico, rifiuta di ascoltare le storie che circolano sulla misteriosa figura, anche dopo che il guardarobiere muore in circostanze misteriose. Intanto arriva al teatro la giovane Christine Daaé per ricevere lezioni di canto, ma Carlotta, la moglie di Choleti, la manda a lavorare nella sartoria dell'Opéra. È qui che Erik la sente cantare e, invaghitosi di lei, le propone di diventare il suo maestro di canto, a condizione che la sua identità rimanga segreta e il suo volto celato da una maschera. Le lezioni procedono con successo e mentre Christine migliora notevolmente, il Fantasma si innamora di lei.
Per favorire l'ascesa della pupilla, Erik comincia a sabotare le rappresentazioni di Carlotta, la primadonna dell'Opera. Grazie al Fantasma, Christine ottiene una parte in un'opera e mentre canta divinamente sul palco viene riconosciuta dal conte de Chagny, di cui era stata amica d'infanzia. Il Fantasma poi li vede insieme e comincia a soffrire per la gelosia. Quando scopre che Christine vive a teatro, Carlotta la minaccia per scoprire il nome del suo insegnante di canto. Venuto a sapere che è il Fantasma, Carlotta riporta l'informazione al marito, che allora decide di affidare a Christine il ruolo di Marguerite nel Faust. Il suo piano è in realtà di collaborare con la polizia per arrestare il Fantasma, che non sarebbe mai mancato a una performance di Christine. Tuttavia, anche Carlotta ha i suoi piani segreti e durante la rappresentazione fa bere a Christine un liquido che ne indebolisce la voce. Il pubblico comincia a fischiarla ed Eric, furioso, fa crollare il lampadario sulla platea, rapisce Christine e la porta nel suo nascondiglio sotterraneo.
Erik scopre che Carlotta è la causa del fiasco di Christine e si vendica aizzandole contro dei topi, portandola così alla pazzia. Il vecchio amico Carriere lo supplica di lasciare andare Christine, ma il Fantasma rifiuta: sostiene infatti che il mondo esterno non sia adatto a lei e crede anche che, col tempo, Christine finirà per innamorarsi di lui. All'insaputa del Fantasma, Carriere riesce a entrare nel suo covo per convincere Christine ad andarsene. Per farlo, Carriera racconta al soprano la storia di Erik, nato nei sotterranei del teatro dalla cantante Belladova, fisicamente molto simile alla stessa Christine. Tuttavia la giovane rifiuta di abbandonare il sotterraneo senza prima aver parlato con Eric.
Il soprano chiede ad Eric di mostrarle il suo volto, promettendo di essere in grado di vederlo con amore e accettazione come un tempo aveva fatto Belladova; tuttavia, quando il Fantasma l'accontenta la ragazza sviene. Erik reagisce con angoscia all'accaduto e rinchiude Christine in una camera, da cui viene salvata da Carriere e dal conte de Chagny. Tuttavia, piena di rimorso, Christine decide di tornare a teatro per cantare nella rappresentazione serale. Choleti accetta che Christine ritorni, anche perché il suo piano per catturare il Fantasma è in atto.
Mentre Christine canta il Faust, Carriere confronta Erik e gli rivela di essere suo padre, un fatto che Erik ha sempre sospettato. Poi, Eric scivola nel palco numero cinque e comincia a cantare con Christine: il loro duetto è talmente appassionato che alla fine tutto il teatro si alza per applaudire. Tuttavia, un poliziotto spara ed Eric, che riesce ad afferrare Christine e trascinarla con sé sul tetto. Il conte li insegue, ma viene spinto giù da una balaustra da Erik, che però lo salva all'ultimo momento su richiesta di Christine. Il Fantasma viene circondato dalla polizia, intenzionata a prenderlo vivo, quando Carriera prende una pistola e gli spara, mantenendo così una promessa fatta al figlio tempo prima. Erik cade dal tetto e muore cullato dal padre e consolato da Christine, che gli ha tolto la maschera e lo guarda spegnersi senza più paura del volto deforme.

## Personaggi
- Erik, il Fantasma dell'Opera, interpretato da Charles Dance, doppiato da Sergio Di Stefano. Geniale musicista dal volto orribilmente sfigurato.
- Christine Daaé/Belladova, interpretata da Teri Polo, doppiata da Cristina Boraschi. Giovane e promettente soprano, allieva del Fantasma.
- Conte Philippe de Chagny, interpretato da Adam Storke, doppiato da Sandro Acerbo. Amico di infanzia di Christine.
- Gerard Carriere, interpretato da Burt Lancaster, doppiato da Pino Locchi. Ex impresario dell'Opéra Garnier e padre del Fantasma.
- Choleti, interpretato da Ian Richardson, doppiato da Gianfranco Bellini. Nuovo direttore dell'Opéra Garnier, marito di Carlotta.
- Carlotta, interpretata da Andréa Ferréol, doppiata da Marzia Ubaldi. Primadonna del teatro e moglie di Choleti.
- Ispettore Ledoux, interpretato da Jean-Pierre Cassel. Ispettore di polizia.
- Jean Claude, interpretato da Jean Rougerie, doppiato da Luciano De Ambrosis.
- Joseph Buquet, interpretato da André Chaumeau. Impiegato dell'Opéra Garnier ucciso dal Fantasma.

## Produzione
Da tempo grande ammiratore del romanzo di Leroux, Arthur Kopit scrisse la sceneggiatura con il desiderio di esplorare e ampliare ulteriormente la relazione tra Christine e il Fantasma. Decise quindi di trasformare Eric in un vero e proprio eroe romantico. Kopit aveva scritto il libretto per una versione teatrale del romanzo, ma il grande successo riscosso dal musical di Andrew Lloyd Webber rese difficile la messa in scena di un secondo spettacolo musicale sullo stesso tema a Broadway. Di conseguenza cercò invece di usare il proprio libretto come basa per una sceneggiatura per la televisione. Il musical di Kopit, intitolato semplicemente Phantom, avrebbe poi raggiunto le scene nel 1992.

## Accoglienza
Il film fu accolto positivamente dalle maggiori testate statunitensi. Entertainment Weekly, People, The Deseret News e The New York Times apprezzarono in particolare le interpretazioni di Charles Dance e Burt Lancaster, la sceneggiatura di Kopit, la regia atmosferica di Richardon e la sontuosità di costumi e scenografie; più fredde furono invece le recensioni sull'interpretazione di Adam Storke nel ruolo del conte Philippe de Chagny.

## Riconoscimenti
- 1991 - Golden Globe
  - Candidatura per la miglior mini-serie o film per la televisione
  - Candidatura per il miglior attore in una mini-serie o film per la televisione per Burt Lancaster.

- 1990 - Premio Emmy
  - Migliori acconciature in una miniserie o speciale televisivo per Cédric Chami
  - Miglior scenografia in una miniserie o speciale televisivo per Timian Alsaker e Jacques Bufnoir
  - Candidatura per la migliore colonna sonora in una miniserie o speciale televisivo per John Addison
  - Candidatura per il miglior trucco in una miniserie o speciale televisivo per Sophie Landry
  - Candidatura per i migliori costumi in una miniserie o speciale televisivo per Jacqueline Moreau